# Matilde Xatart i Solà
Matilde Xatart i Solà, coneguda amb el nom artístic de Matilde Xatart (Barcelona, ? -Santiago de Xile, estiu de 1953), fou una actriu catalana que treballà en la comèdia, la revista, l'opereta, el drama, el sainet, en castellà i en català, en diferents teatres. Obtingué un enorme èxit al Teatre Nou del Paral·lel barceloní. I amb la revista ¡Arriba el telón!
Era filla de la també actriu Anna Solà. El maig de 1892 es casà amb l'actor, director i empresari Joaquim Montero i a començament de segle XX marxaren a Llatinoamèrica. En tornar, al maig de 1913, obtingueren grans èxits amb els espectacles de varietats. El 1936 s'exiliaren a Santiago de Xile.

## Trajectòria professional

### Teatre
- 1922, 24 d'octubre. En el paper de Senyora Rosalia a l'obra El matrimoni secret, de Josep Maria de Sagarra. Estrenada al teatre Romea de Barcelona.
- 1923, 11 maig. El truc del senyor Banyuls, de Joaquim Montero. Estrenada al teatre Romea de Barcelona.
- 1924, 21 d'octubre. En el paper de Peixetera 2a a l'obra Les noies enamorades, d'Avel·lí Artís i Balaguer. Estrenada al teatre Romea de Barcelona.
- 1924, 14 de novembre. En el paper de Francina de l'obra Fidelitat, de Josep Maria de Sagarra. Estrenada al teatre Romea de Barcelona.
- 1924. desembre. En el paper de Donya Lliberata  a l'obra La Penya Roca i la colònia de l'Ampolla, de Joaquim Montero, estrenada al teatre Rome
- 1925, 11 d'abril. En el paper de la Sra. de Cardedeu a l'obra A Montserrat!, de Joaquim Montero, estrenada al teatre Romea de Barcelona
- 1925, 19 maig. El partit del diumenge, de Valentí Castanys i Alfons Roure. Estrenada al teatre Romea de Barcelona.
- 1925, 15 de desembre. La follia del desig, de Josep Maria de Sagarra, estrenada al teatre Romea (en el paper d'Eva).
- 1926, 17 de desembre. La llar apagada, d'Ignasi Iglesias. Estrenada al Teatre Novetats de Barcelona (en el paper d'Angelona).
- 1927, 1 d 'octubre. Un estudiant de Vic, de Josep Maria de Sagarra. Estrenada al teatre Novetats de Barcelona. (en el paper de Senyora Reparada).
- 1928, 28 d'abril. La Llúcia i la Ramoneta, de Josep Maria de Sagarra. Estrenada al teatre Novetats de Barcelona (en el paper de Ramoneta).
- 1931, 10 d'octubre. Les tres Gràcies, de Josep Maria de Sagarra. Estrenada al teatre Novetats de Barcelona (en el paper de Gràcia, tia).
- 1935, 30 d'octubre. Roser florit, de Josep Maria de Sagarra. Estrenada al teatre Novetats de Barcelona (en el paper de Maria de la Creu).
- 1935, 15 de novembre. Amàlia, Amèlia i Emília, de Lluís Elias. Estrenada al teatre Novetats de Barcelona (en el paper de Cisqueta).

### Cinema
- 1929. L'auca del senyor Esteve.[6]